# Crew Dragon Demo-1
Crew Dragon Demo-1 foi o primeiro teste orbital do Dragon 2. Este voo inicial foi sem tripulação. Foi lançado dia 2 de março de 2019 as 2:49 AM EST e chegou na Estação Espacial Internacional dia 3 de março, pouco mais de 24 horas depois do lançamento. A missão acabou após um pouso bem sucedido dia 8 de março de 2019, as 13:50 UTC.
No dia 20 de abril de 2019, a cápsula usada nessa missão foi inesperadamente destruída durante um teste dos motores SuperDraco no Landing Zone 1.

## Missão
A nave testou os procedimentos automáticos de aproximação de ancoragem com a Estação Espacial Internacional (EEI), ficou acoplada por cerca de uma semana, e então conduziu todos os passos de reentrada, pouso e resgate para prover os dados requisitados para a subsequente qualificação para voos transportando humanos à EEI. Os sistemas de suporte à vida foram monitorados durante todo o voo. A mesma cápsula será reutilizada para o teste de abortagem durante o voo.
Foi lançado num Falcon 9 da SpaceX contratado pelo programa de tripulação comercial. Os planos iniciais esperavam ver voos CCDev2 antes de 2015. DM1 foi eventualmente adiado para não antes de dezembro de 2016, então adiado várias vezes através de 2017. A primeira data exata publicada pela NASA em novembro de 2018 era 17 de janeiro de 2019, mas foi mudado para fevereiro. O teste estático ocorrem em 24 de janeiro de 2019 e o lançamento foi marcado para 23 de fevereiro de 2019. Mas ao fim de janeiro, o lançamento foi adiado para não antes de 2 de março de 2019, de acordo com um FCC enciado pela SpaceX sobre a telemetria, rastreamento e comando da Dragon 2.
DM-1 passou por seu Flight Readiness Review e Launch Readiness Review dia 22 e 27 de fevereiro de 2019.
O Falcon 9 com DM-1 foi para o LC-39A no dia 28 de fevereiro, por volta das 15:00 UTC e foi colocado na vertical algumas horas depois. A nave foi lanãda dia 2 de março de 2019 as 07:49 UTC e acoplou de forma bem sucedida com a ISS dia 3 de março as 10:51 UTC.
Pousou de forma bem sucedida no Oceano Atlântico dia 8 de março de 2019 as 13:45 UTC.

## Carga
Em vez de carregar astronautas à EEI, esse voo tem uma boneca de testes, formalmente conhecida como dispositivo de testes antropormófico (DTA). A boneca, que usa o traje costumizado, é chamada de Ripley, em referência à personagem de Sigourney Weaver da franquia Alien. A capsula também esta carregando aproximadamente 180 quilos de suprimentos e equipamentos incluindo "um indicador de zero-G super avançado" (um boneco de apertar) e tem um peso similar de missões com astronautas.

## Galeria

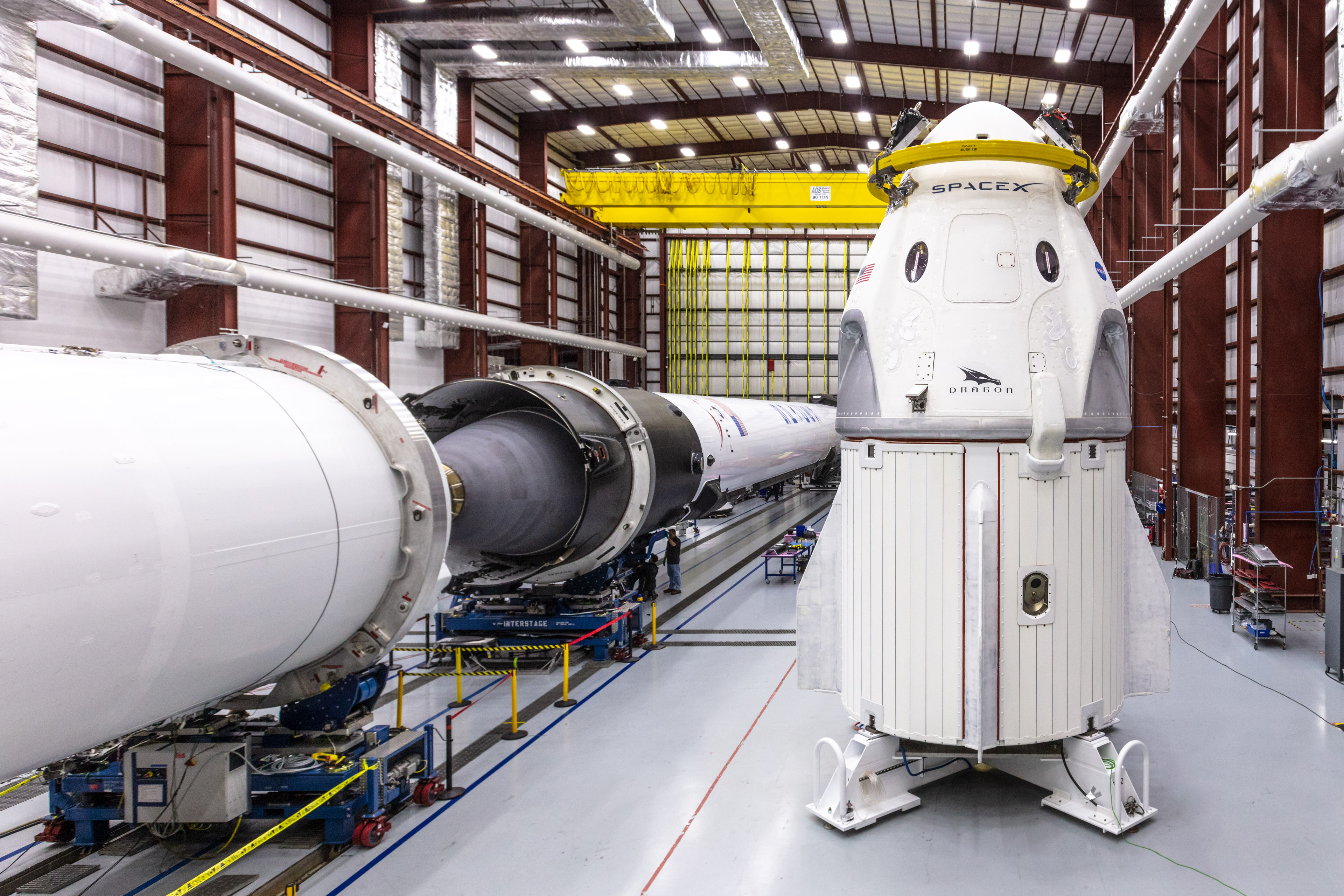
A cápsula Dragon 2 no LC-39A Horizontal Integration Facility da SpaceX.
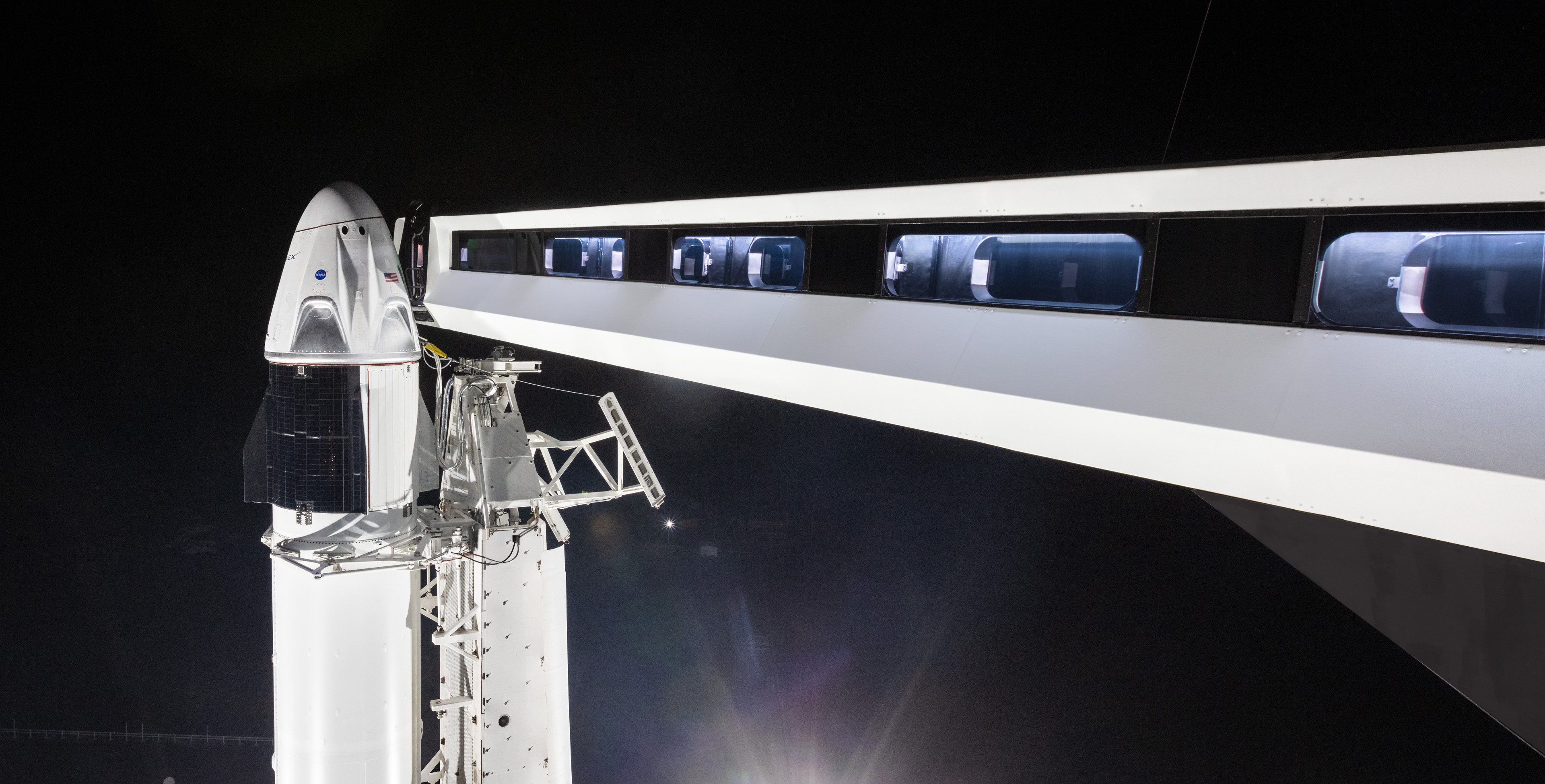
A Dragon 2 montada no Falcon 9, na plataforma de lançamento, com o gangway arm estendido da torre à cápsula.
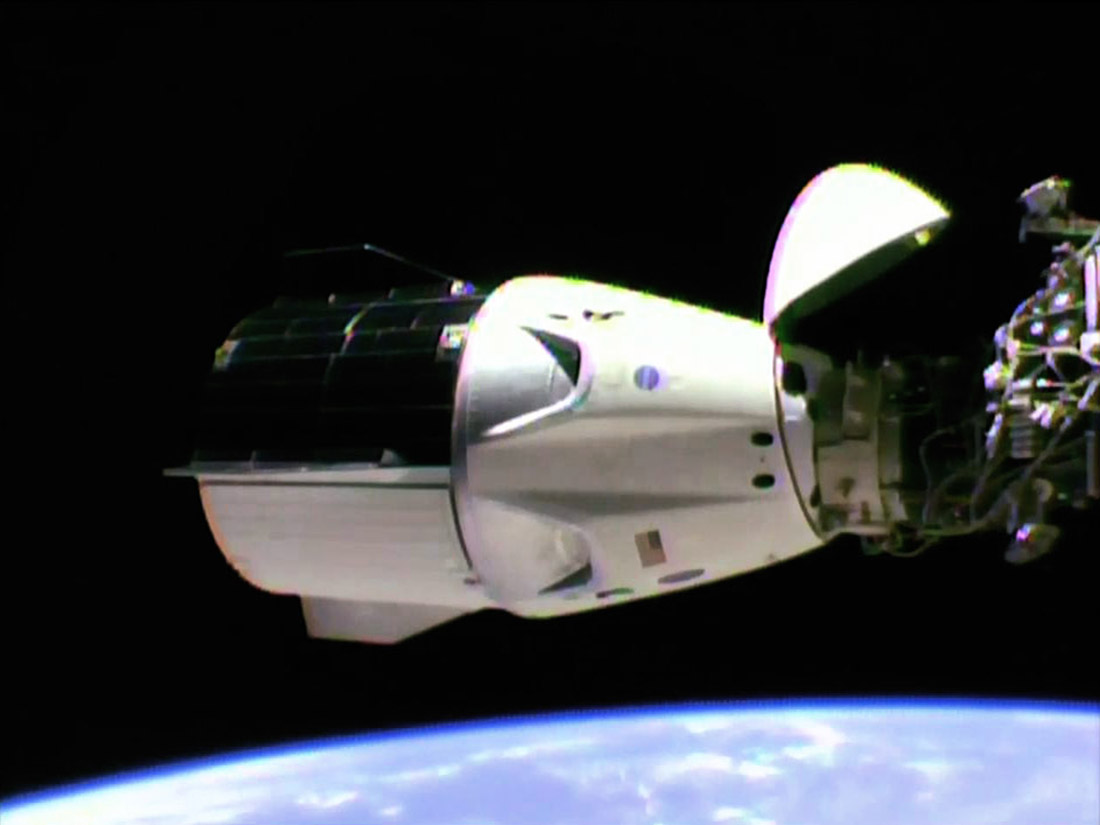
Dragon 2 acoplada na Estação Espacial Internacional.
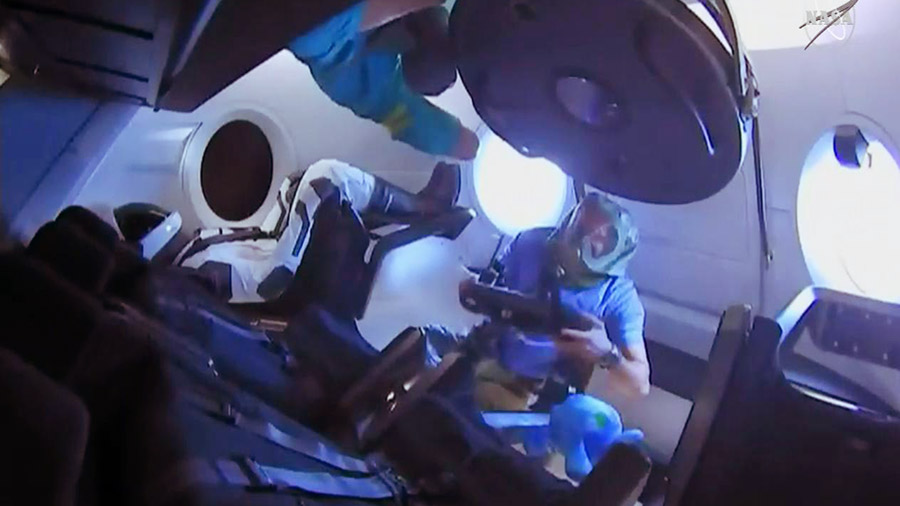
Membros da Expedição 58 entram na Dragon 2 pela primeira vez. Eles estão usando uma máscara de proteção para evitar a respiração de partículas que tenham se soltado durante o lançamento.
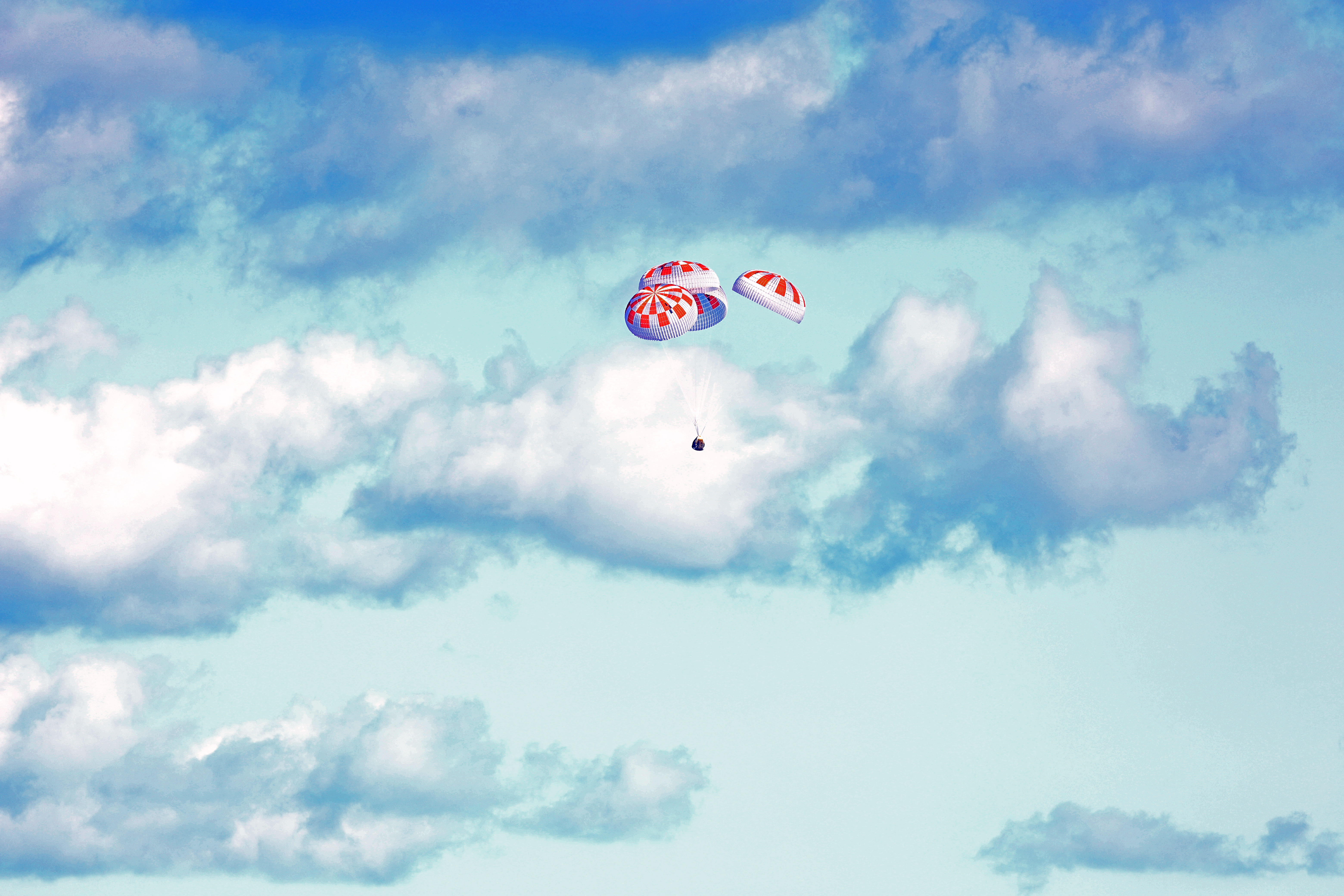
O pouso da Dragon 2 no Oceano Atlântico.

- Este artigo foi inicialmente traduzido, total ou parcialmente, do artigo da Wikipédia em inglês cujo título é «SpX-DM1».